# Phaungkaza Maung Maung
Phaungkaza Maung Maung; (12 de setembro de 1763 - 11 de Fevereiro 1782) foi o quinto rei da dinastia Konbaung do Myanmar (Birmânia), cujo reinado durou apenas uma semana.
Maung Maung, era o filho mais velho de Naungdawgyi, o segundo rei da dinastia Konbaung, e lhe foi concedida Phaungka como feudo. Em 5 de fevereiro de 1782, o príncipe com 18 anos de idade tomou o trono enquanto seu primo, o rei Singu Min, estava afastado em uma viagem. Seu tio, Príncipe de Badon (mais tarde Rei Bodawpaya ), rapidamente organizou um golpe e depôs o novo rei, exatamente uma semana depois, em 11 de fevereiro de 1782.
Maung Maung e uma das suas rainhas foram afogados no mesmo dia como castigo por terem se rebelados. Ele tinha quatro rainhas e nenhum filhos.